# Eugène Simon
Eugène Simon, född den 30 april 1848 i Paris, död där den 17 november 1924, var en fransk zoolog, specialiserad på spindlar. 
Simon kategoriserade och namngav ett stort antal spindelarter. Han skapade också släktena Anelosimus, Psellocoptus och Phlogius. Simon arbetade också med systematiken för kolibrier.